# Berliet GAK
Le Berliet série GAK est une gamme de camions de moyen tonnage du constructeur français Berliet dont le premier modèle a été lancé en 1958 et inaugure l'apparition de la cabine avancée fixe Relaxe étroite sur les véhicules de moyen tonnage et large sur les véhicules lourds. Lancé avec les versions 5 et 19, il sera décliné, par la suite, dans les versions GAK 4 - 5 - 17H - 19 et 20H.
La gamme Stradair, lancée en 1965, aurait dû remplacer la gamme GAK mais son échec cuisant repoussera la disparition des GAK qui ne sera effective qu'après l'arrivée de la série K en 1968.
Seule la version spéciale 20H - (photo) destinée à la lutte contre les incendies, restera en production jusqu'en 1971.

## Historique

### Contexte de l'époque
Au lendemain de la Seconde Guerre mondiale, la société Automobiles Marius Berliet ne dispose plus que de son département poids lourds, la division automobiles ayant été arrêtée en 1939.
Le 3 septembre 1944, Marius Berliet est arrêté sans mandat judiciaire, les FTP réquisitionnent les usines Berliet, le Commissaire de la République à Lyon Yves Farge, s'appuyant sur la loi du 10 septembre 1940, place l'entreprise sous séquestre le 5 septembre et fait arrêter les quatre fils — Jean, Henri, Maurice et Paul — le 13 septembre 1944. Après deux années d'emprisonnement, Marius, Paul et Jean sont jugés en juin 1946 — Maurice et Henri n'étant passibles que de la chambre civique. Le 8 juin 1946, le prévenu Marius Berliet « dit coupable d'avoir sciemment accompli un ou plusieurs actes de nature à nuire à la défense nationale » est condamné à deux ans de prison, à l'indignité nationale, à la confiscation de ses biens et à une interdiction de séjour dans l'agglomération parisienne, les départements du Rhône et limitrophes. En raison de son état de santé, sa peine est commuée en assignation à résidence surveillée, sous surveillance médicale judiciaire à Cannes. Malgré l'exil, le vieillard, diminué par la maladie, reste pugnace. Entre 1946 et 1949, il rédige des centaines de lettres, tracts et brochures la Vérité sur l'affaire Berliet, Expérience soviétique chez Berliet qu'il envoie à des personnalités de l'administration, de la politique, du monde économique. Il décède le 17 mai 1949.
Par arrêt du 22 juillet 1949, le Conseil d'État saisi par la famille Berliet, annule l'arrêté du 1er août 1946 qui avait nommé Marcel Mosnier administrateur provisoire. Ipso facto, la nomination d'Henri Ansay devient caduque. Le 28 juillet 1949, celui-ci est maintenu dans ses fonctions par le gouvernement. Il s'ensuit un bras de fer entre le Conseil d'État et le gouvernement qui se termine par l'arrêt du Conseil d'État du 28 décembre 1949 qui casse l'arrêté nommant Henri Ansay administrateur provisoire. Automobiles M. Berliet est restitué à ses propriétaires. Entre janvier 1947 et novembre 1949, le sort juridique de l'entreprise a fait l'objet d'une vingtaine de projets de nationalisation déposés au Parlement.

## Histoire
À partir de 1950, l'entreprise Berliet connaît une forte expansion. Après le lancement dans l'urgence en 1950 des GLA/GLB avec une cabine de conception obsolète en structure bois, le bureau d'études se reprend et étudie des modèles qui doivent répondre aux besoins de la reconstruction et du développement des infrastructures en France. Sous la direction d'Émile Parfait, PDG de la société, Berliet élargit sa gamme de produits et mise sur l'innovation. L'utilisation de composants communs à plusieurs types de véhicules caractérise la gamme Berliet GLC, GLR et GLM. C'est le principe de la conception modulaire. Présenté au Salon de l'Automobile de Paris en 1951, le GLC 6 est lancé avec un moteur 4-cylindres de 6,3 L de cylindrée. Il est utilisé sur les courtes distances tandis que, pour les transports lourds sur longues distances, le GLM 10, 19 t de PTC autorisé avec le MDZ 6-cylindres de 10 L de cylindrée de 150, puis 180 ch, est présenté en 1953.
Ces véhicules sont tous équipés de la fameuse cabine M à capot, chère à la marque, mais le confort, la finition comme la visibilité sont très sommaires. Les concurrents étrangers, non encore autorisés à commercialiser librement leurs modèles en France, offrent depuis des années des cabines avancées spacieuses et confortables. Le constructeur lyonnais se doit de réagir rapidement surtout s'il veut conserver sa part de marché dans la classe des camions de moyen tonnage (5 - 10 t de PTC) destinés à la distribution qui voit la préférence des transporteurs pour les camions italiens OM distribués par la filiale de Fiat V.I. en France, Unic.
À l'automne 1958, Berliet présente les nouveaux modèles GAK 5 et 19 dotés de la nouvelle cabine avancée Relaxe due au designer franco-américain Raymond Loewy. Elle est exposée au Salon de l'Automobile de Paris 1958 en même temps que le moteur Magic à injection directe MAN.
A cette époque, les frontières de la France étaient très fermées et les produits importés lourdement taxés. Les constructeurs français régnaient en maîtres absolus dans le marché national. Sur les routes de l'Hexagone commençaient seulement à circuler quelques camions de marque étrangère, des gros porteurs de chantier Magirus, Mercedes ou Fiat, mais dans la gamme 5-10 t, l'italien OM, distribué par la filiale de Fiat, Unic, était le seul constructeur à offrir une gamme complète.

## Gamme GAK
En 1958, l'entreprise inaugure la gamme GAK, un camion de moyen tonnage inaugurant la nouvelle cabine avancée fixe Relaxe, avec deux premières versions GAK 5 et GAK 19 équipées du nouveau moteur diesel Magic, avec le « M » pour injection MAN, un 6-cylindres de 4,95 L développant 100 ch SAE, une transmission manuelle à cinq rapports, des freins à tambours alimentés par un seul circuit d'air, un camion porteur deux essieux de 8,5 t de PTAC.
En 1960, la gamme s'étend vers le bas avec le GAK 4 de 7,5 t de PTAC, équipé d'un moteur Perkins de 4,7 L développant 83 ch DIN. En 1961, s'ajoutent les GAK 6 de 12,5 t de PTAC et du GAK 8 de 16 t mais équipé du moteur MDU M, alias M.520, déjà monté sur les GLR.
La gamme incendie :
À partir de 1960 pour répondre aux besoins des sapeurs pompiers,  Berliet ajoute les versions 17TP (fourgon pompe tonne) et 17 CI (camion citerne d'incendie) puis par la suite des Fourgons Mixtes et Fourgons d'Incendie. Tous deux sont équipés du moteur essence Hotchkiss, 6-cylindres de 180 cv régulé à 150cv. Tous châssis confondus, le GAK 17 sera produit à 854 exemplaires.
En 1963 la gamme s'élargit avec le GAK 16 (CI, TP et EG24), version moins onéreuse reconnaissable entre autres à ses phares encastrés en face avant et aux roues de plus petit diamètre ; motorisé par un 4 cylindres Hotchkiss de 140 cv régulé à 125 cv. 76 exemplaires seront produits jusqu'en 1969.
En 1965 apparaît le GAK 18 avec une tonne augmentée à 3500 litres pour le FPT. Le moteur Hotchkis Lago se voit désormais régulé à 170 cv. 49 exemplaires seront produits entre 1965 et 1966.
Le GAK 50 était équipé d'un moteur 6 cylindres de type 6 PF 288, d'une capacité de 4730 cm³, avec un alésage de 88,9 mm et une course de 127 mm. Le moteur produisait 83 ch à 2600 tours par minute.
Le GAK 70 est présenté en 1966 équipé du moteur 4 cylindres diesel M420.30A avec une production de 52 fourgons ou CCI et 16 échelles hydrauliques de 30 mètres MAGIRUS/BERLIET.
En 1965, les tensions entre BERLIET et son fournisseur de moteurs essence débouchent sur la recherche d'un nouveau partenaire. C'est Ford dont le moteur V8 équipe le GBC34 d'aéroport, qui fournira 2 moteurs (type 390 pour les CCFM et 490 de 170 cv régulé à 145 cv pour les FF 6X6 et le GAK) donnant naissance au GAK 619 (6 tonnes 19 cv fiscaux).  185 exemplaires (TP, CI, FM et échelles) seront produits jusqu'en avril 1969.
Pour disposer d'une puissance supérieure au GAK 619, en 1968, Berliet revient chez Hotchkiss qui propose un nouveau moteur :le 5102  de 215 cv régulé à 170 cv. Cela donnera le GAK 20H qui sera produit à 588 exemplaires (533 porteurs d'eau et 55 échelles). Le GAK 20H restera en production jusqu'en 1971 avant d'être remplacé par le GAK 20H2 disposant d'une pompe BG60/3 en remplacement de la P23. Début 74, le GAK 20H2 sera sorti à 55 exemplaires sous la nouvelle marque CAMIVA. 
Son équipement incendie sera ensuite monté sur le 770 KEH qui résulte du montage du moteur Hotchkiss essence sur le châssis du 770 K jusqu'en novembre 1974 où le 770KB6 est lancé et devient le châssis incendie référence de la marque.

## Le TAK version tracteur du GAK
Dévoilé au Salon 1961, le TAK est la version tracteur de semi-remorques de la gamme GAK. C'est le premier modèle tracteur de la gamme Berliet destiné aux longues distances, doté d'une cabine avancée. Jusque là, Berliet ne proposait que des modèles avec ses anciennes cabines à capot type M2.

## Le remplaçant des GAK, le Stradair
Conscient que ses cabines à capot sont vraiment dépassées et que l'avenir ne peut s'envisager qu'avec des cabines avancées, que la gamme GAK est techniquement à bout de souffle face aux modèles des concurrents nationaux Saviem et Unic, au début des années 1960, Paul Berliet lance les études de conception pour un nouveau véhicule destiné à remplacer la gamme GAK/TAK, baptisé Stradair.
Trois années seront nécessaires pour mener à bien le projet car il s'agissait d'un véhicule entièrement nouveau qui n'était en rien l'extrapolation d'un véhicule existant. En industriel habile, Paul Berliet s'est rapproché de Michelin/Citroën qui lui vend une surface pneumatique en doigt de gant, ce qui lui permet d'équiper le Stradair d'une suspension révolutionnaire : un combiné comprenant six coussins d'air et quatre ressorts. Cette suspension Airlam est mal desservie par un ancien moteur de 120 ch qui autorise toutefois des performances inhabituelles dans cette catégorie. La cabine est spacieuse avec un plancher plat et un poste de conduite situé 35 cm plus bas que sur les autres camions. Malgré un brillant démarrage, le Stradair sera un échec technique et commercial. Un manque de fiabilité chronique de plusieurs éléments mécaniques accélérant la fatigue des matériaux et provoquant des casses. Des difficultés commerciales vont venir de l'évolution prévue de la réglementation du transport en zone urbaine, avec une limitation à 9 m2 de la surface au sol autorisée, pénalisant le Stradair et son long porte-à-faux avant.
La fabrication des modèles qui auraient dû remplacer les GAK/TAK est arrêtée et l'ancienne gamme reste en production pour ne pas laisser le champ libre à la concurrence. Berliet réagit en lançant l'étude de la gamme K avec le moteur repoussé dans la cabine du Stradair dont il a été supprimé la partie saillante tout en devenant enfin basculante. La suspension Airlam va être abandonnée sur les camions et appliquée uniquement pour les autocars et autobus de la marque.

### Gamme Dauphin / série K
La gamme dérivée du nouveau Dauphin/Série K est assez large :
- 180, version badgée Citroën, limitée à 3,5 t de PTC, accessible avec un simple permis voiture, ne sera commercialisée que durant les trois premières années ;
- 350K et 450K, versions disponibles avec le choix entre les moteurs essence Citroën DS de 82 ch SAE ou diesel Perkins de 80 ch, disponibles en version camions plateau, bâché ou tôlé ou fourgon fermé tôlé ;
- 350K - 450K & 480K, versions équipées du moteur diesel Perkins de 80 ch SAE ;
- 480K, disponible en version châssis pour autobus-autocar destinée aux carrossiers spécialisés, 21 places adultes ou 41 enfants pour transports scolaires ;
- 530K, version apparue en 1976 équipée d'un moteur MAN développant 96 ch SAE.